# 안산 팔곡리 향나무
안산 팔곡리 향나무(安山 八谷里 향나무)는 대한민국 경기도 안산시 상록구 팔곡동에 있는 향나무이다. 1976년 8월 27일 경기도의 기념물 제31호로 지정되었다.

## 개요
이 향나무는 키가 9m, 가슴높이의 줄기둘레 3m에 이르는 큰 나무로서, 나이가 600여 년이라고도 하나 확실하지는 않다. 향나무는 본래 키가 23m, 줄기의 가슴높이 둘레가 3m 이상까지 자라는 늘푸른나무이며, 가지가 위와 아래로 뻗는 특징이 있다. 잎은 바늘모양인 것과 비늘모양인 것이 있어서 7～8년생 이상인 것은 주로 비늘모양의 잎이 달리지만 맹아< 萌芽 >에서는 바늘모양의 잎이 돋는다.

## 같이 보기
- 향나무

## 참고 문헌
- 팔곡리향나무 - 국가유산청 국가유산포털